# Petrogale xanthopus
Petrogale xanthopus hay thỏ túi đá chân vàng là một loài động vật có vú trong họ Macropodidae, bộ Hai răng cửa. Loài này được Gray mô tả năm 1854.

## Hình ảnh

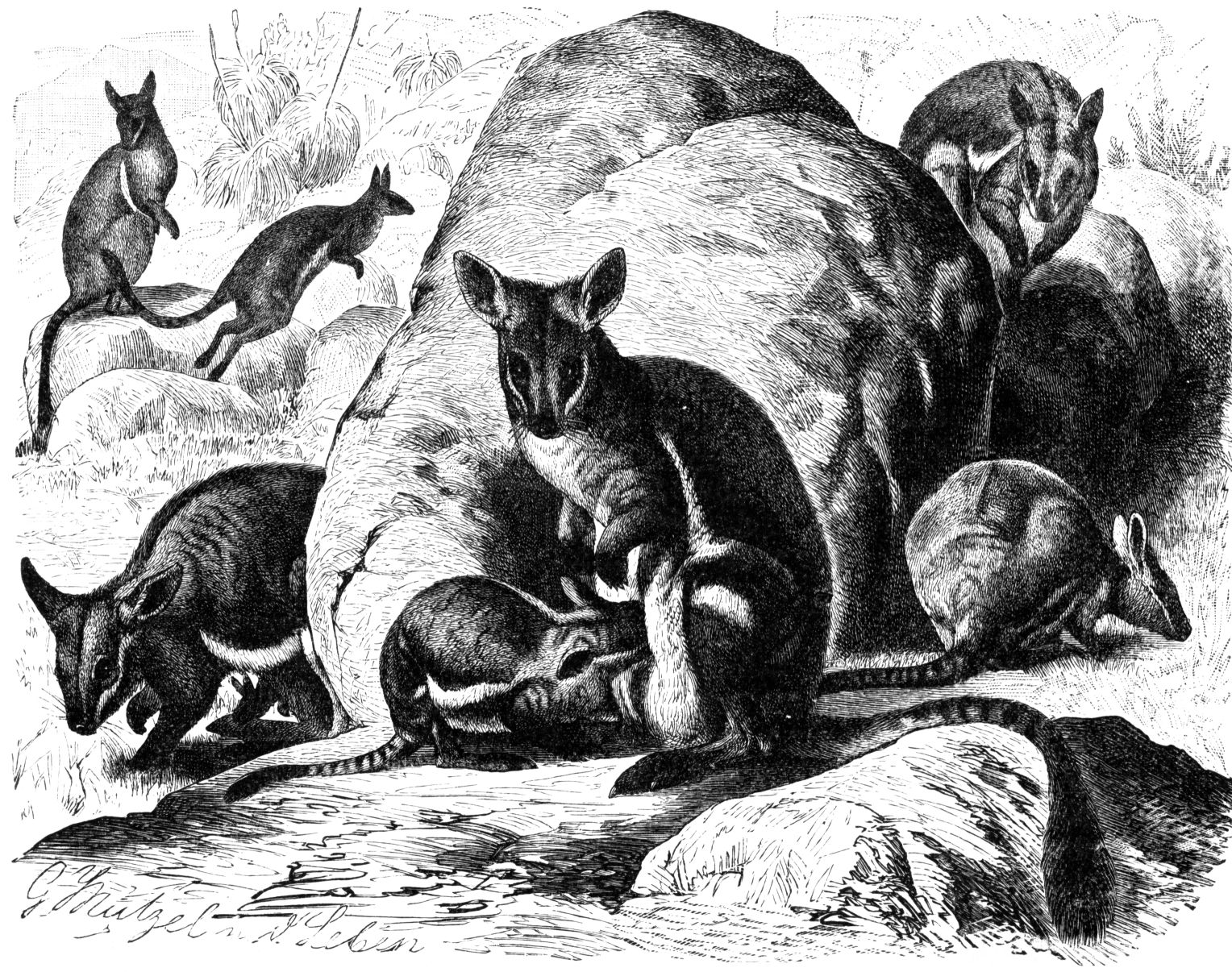
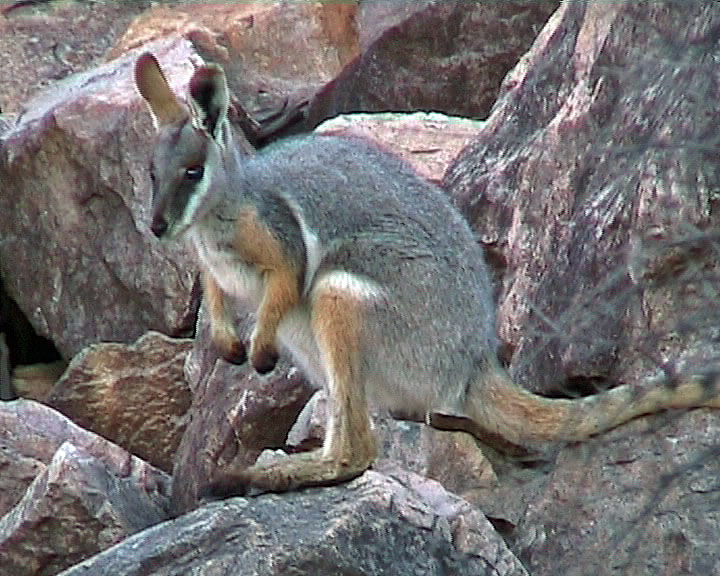
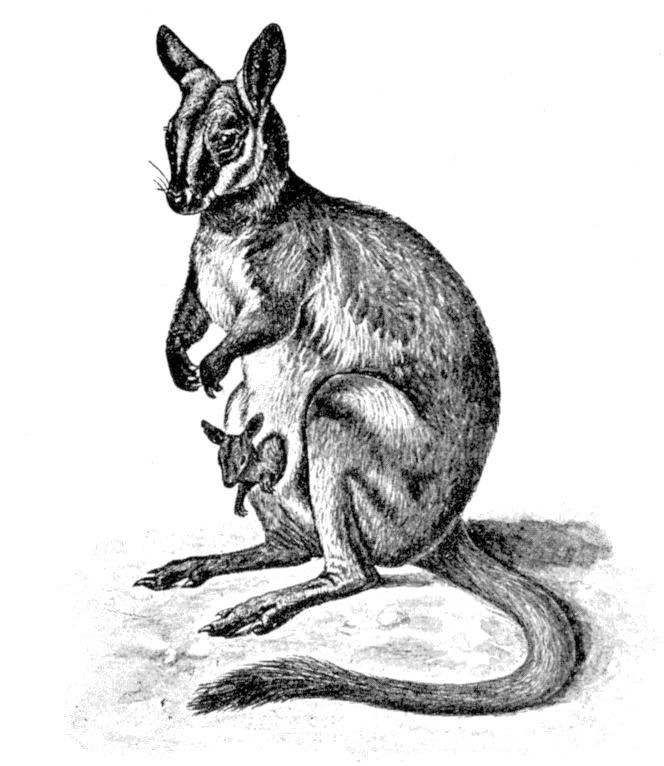
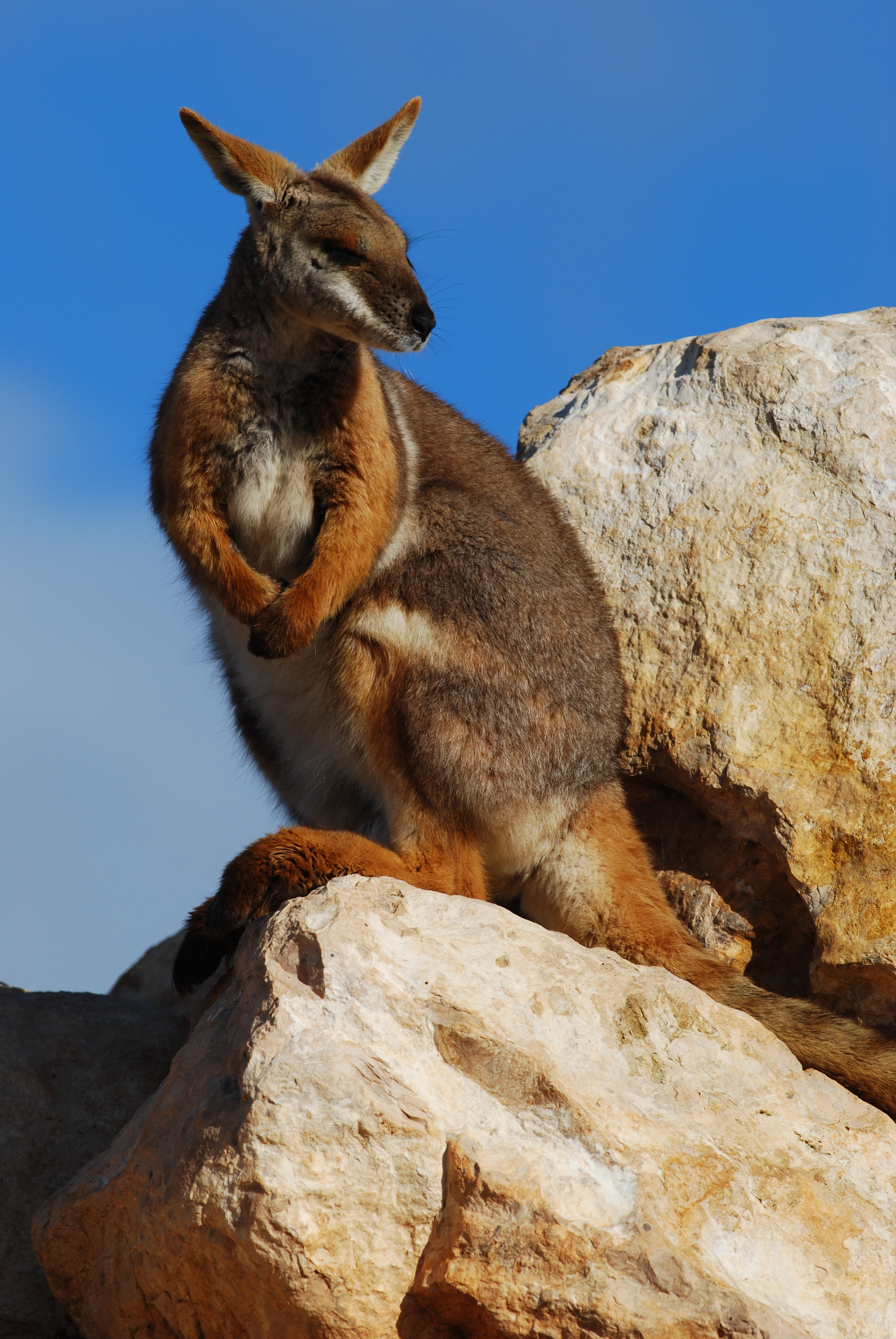